# 辽东蔊菜
辽东蔊菜（学名：Rorippa liaotungensis）为十字花科蔊菜属下的一个种。

## 扩展阅读
- 維基物種上的相關：辽东蔊菜